# Emőke Pápai
Emőke Patricia Pápai (* 24. Juni 2003) ist eine ungarische Fußballspielerin. Seit dem 19. Juli 2024 ist sie Vertragsspielerin von Werder Bremen und seit 2021 auch A-Nationalspielerin.

## Karriere

### Vereine
Aus der Jugendmannschaft des MTK Budapest FC hervorgegangen, rückte sie zur Saison 2019/20 in die erste Mannschaft auf. Ihr erstes von neun Saisonspielen in der Női NB I, der höchsten Spielklasse im ungarischen Frauenfußball, bestritt sie am  21. September 2019 (5. Spieltag) beim 3:1-Sieg im Heimspiel gegen die Frauenfußballmannschaft von Győri ETO FC mit dem Treffer zum 3:0 in der 64. Minute, drei Minuten nach ihrer Einwechslung für Zoé Magyarics. In der Folgesaison erzielte sie in dieser Spielklasse 23 Tore in 21 Punktspielen. Des Weiteren bestritt sie die beiden in Hin- und Rückspiel ausgetragenen Meisterschaftsfinalspiele gegen den Stadtrivalen Ferencváros Budapest, die mit 0:3 und 2:3 verloren wurden.
In die Schweiz gelangt, kam sie für den Erstligaaufsteiger Grasshopper Club Zürich von 2021 bis 2024 in der Super League in 60 Punktspielen zum Einsatz, in denen sie 33 Tore erzielte. Ihr Debüt gab sie am 25. September 2021 (4. Spieltag) beim 2:0-Sieg im Heimspiel gegen die Frauenfußballmannschaft des FC Lugano mit Einwechslung für Katja Wienerroither in der 74. Minute. Ihr erstes Tor erzielte sie am 17. Oktober 2021 (6. Spieltag) beim 2:0-Sieg im Auswärtsspiel gegen den Servette FC mit dem Treffer zum Endstand in der 90. Minute.
Am 19. Juli 2024 wurde sie zur Saison 2024/25 vom Bundesligisten Werder Bremen verpflichtet. Ihr Pflichtspiel- zugleich Bundesligadebüt gab sie am 2. September 2024 (1. Spieltag) beim 3:3-Unentschieden im Auswärtsspiel gegen den VfL Wolfsburg mit Einwechslung für Larissa Mühlhaus in der 75. Minute. Ihr erstes Bundesligator erzielte sie am 18. November 2024 (10. Spieltag) beim 4:1-Sieg im Auswärtsspiel gegen den 1. FC Köln mit dem Treffer zum 3:0 in der 82. Minute.

### Nationalmannschaft
Pápai spielte zunächst für die U17-Nationalmannschaft, für die sie neun Tore in zehn Länderspielen erzielte. Ihr Debüt als Nationalspielerin gab sie am 26. März 2018 in Bük beim 3:0-Sieg über die U17-Nationalmannschaft Tschechiens in der Qualifikations-Eliterunde für die in Litauen anstehende Europameisterschaft 2018. Ihr erstes Länderspieltor war der 1:0-Siegtreffer in der 31. Minute am 20. September 2018 in Skopje gegen die U17-Nationalmannschaft Bosnien-Herzegowinas. Am 2. Oktober 2019 gelangen ihr beim 7:0-Sieg über die U17-Nationalmannschaft Bulgariens in Szombathely fünf Tore.
Für die A-Nationalmannschaft debütierte sie am 22. Oktober 2021 in Glasgow bei der 1:2-Niederlage gegen die  A-Nationalmannschaft Schottlands im dritten Spiel der WM-Qualifikationsgruppe B für die Weltmeisterschaft 2023 in Australien und Neuseeland; sie wurde in der 15. Minute für Lilla Sipos eingewechselt. Ihr erstes A-Länderspieltor ließ lange auf sich warten. Dieses gelang ihr am 4. Juni 2024 in der EM-Qualifikationsgruppe B1 mit dem 1:0-Siegtreffer über die Schweizer Nationalmannschaft in der 73. Minute. Mit der A-Nationalmannschaft nahm sie an den Turnieren um den Pinatar Cup 2022 und Zypern-Cup 2023 teil, in denen sie jeweils drei Spiele bestritt.

## Erfolge
- Zweite Ungarische Meisterschaft: 2021
- DFB-Pokal-Finalistin: 2024/25